# Циолис, Александрос
Але́ксандрос Цио́лис (греч. Αλέξανδρος Τζιώλης; род. 13 февраля 1985[…], Катерини) — греческий футболист, игравший на позиции полузащитника. Выступал в сборной Греции.
Профессиональную карьеру начал в 2002 году в афинском «Паниониосе». В 2005 году перешёл в «Панатинаикос», которому его трансфер обошёлся в 650 тысяч евро.
С 2006 по 2018 год выступал в составе национальной сборной Греции. Участник чемпионата Европы 2008 года.

## Карьера
Циолис начал свою карьеру в подростковом возрасте в местной команде под названием «Аполлон» Литохору. Он играл там около семи лет, с 1995 года, пока, скаут «Паниониоса» не заметил игрока и не привел его в Афины. Он был неотъемлемой частью команды «Паниониса» в течение трех сезонов, сыграв 61 матч и забив три мяча. В результате, «Панатинаикос» предложил клубу 650 000 евро и, в итоге, подписал его.

## Достижения
- Чемпион Кипра: 2012/13